# Стафф, Ханне
Ханне Стафф (норв. Hanne Staff; 3 февраля 1972, Ниттедал) — норвежская ориентировщица, многократная чемпионка мира и Европы по спортивному ориентированию.
Обладательница трех золотых медалей чемпионатов мира по спортивному ориентированию в индивидуальных дисциплинах. А также золотой медали в эстафете на чемпионате мира в Инвернессе (Шотландия) в 1999 году.
Участвовала в трех чемпионатах Европы.
Завоевала две золотые медали на классической дистанции в 2000 году и на средней дистанции в 2004 году. В дополнение к этому, два раза (в 2000 и 2002 годах) в составе женской сборной выигрывала золотые медали в эстафете.
Завершила спортивную карьеру в 2004 году после того, как стала чемпионкой на средней дистанции на чемпионате мира в шведском Вестеросе.
Работает специалистом в знаменитой норвежской организации Olympiatoppen, где курирует спортивное ориентирование.
Живет в Осло, замужем за норвежским ориентировщиком Бьёрнаром Вальстадом — многократным чемпионом мира, обладателем кубка мира 2002 года.